# Agave rutteniae
Agave rutteniae är en sparrisväxtart som beskrevs av Hummelinck. Agave rutteniae ingår i släktet Agave och familjen sparrisväxter.
Artens utbredningsområde är Aruba. Inga underarter finns listade i Catalogue of Life.